# Arisaema yanxianum
Arisaema yanxianum är en kallaväxtart som beskrevs av Zheng Yin Zhu och B.Q.Min. Arisaema yanxianum ingår i släktet Arisaema och familjen kallaväxter. Inga underarter finns listade.